# Условие Уилмота

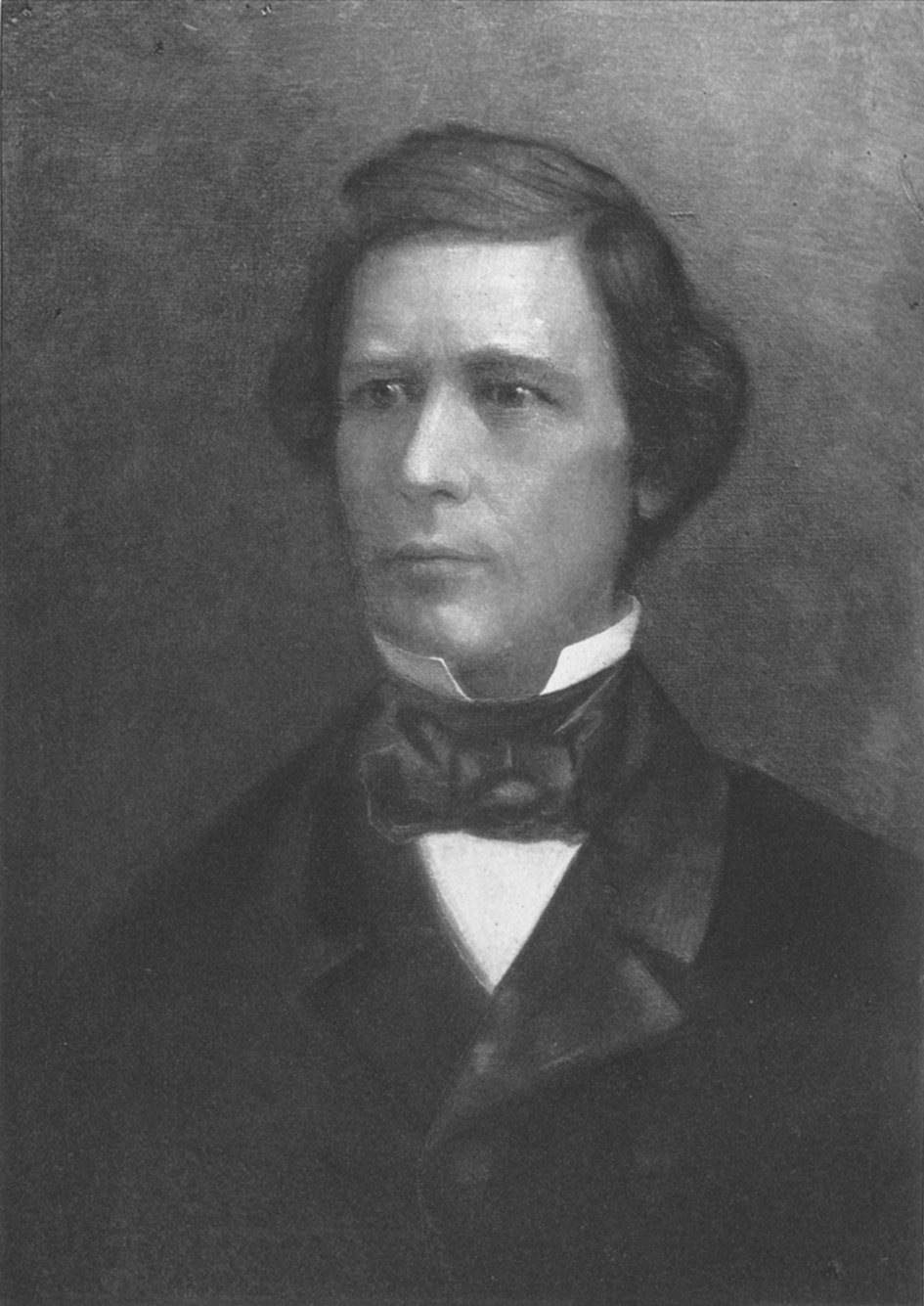
Конгрессмен от Пенсильвании Дэвид Уилмот

Условие Уилмота (также известно как Поправка Уилмота или Оговорка Уилмота; англ. Wilmot Proviso) — отвергнутое предложение о запрете рабства на территории, полученной у Мексики в ходе американо-мексиканской войны, внесённое конгрессменом от Пенсильвании Дэвидом Уилмотом в 1846 году. Конфликт из-за Условия Уилмота стал одним из многих событий, приведших к Гражданской войне в США.
Вскоре после начала американо-мексиканской войны президент Джеймс Полк запросил у Конгресса 2 000 000 долларов на переговоры о мире и установления границы с Мексикой. 8 августа 1846 года конгрессмен Дэвид Уилмот из Пенсильвании впервые внес оговорку в Палату представителей к этому законопроекту, предложив запретить рабство на новых территориях, что вызвало ожесточённые дебаты в Конгрессе. Позже Джейкоб Бринкерхофф утверждал, что был настоящим автором поправки и попросил Уилмота представить её, так как его собственные антирабовладельческие взгляды были широко известны и его выступление вызвало бы противодействие со стороны юга, в то время как Уилмот имел репутацию противника аболиционизма. Конгрессмен от Пенсильвании говорил, что сам составил свою поправку, но обсуждал её с рядом антирабовладельческих демократов перед выступлением. В целом, Уилмот действовал как часть группы северных демократов, выступавших против рабства и всё больше разочаровывавшихся в руководстве собственной партии.
Предложение Уилмонта было принято Палатой по линии север—юг (северяне в основном поддержали предложение, в то время как южане выступили против), но было отклонено Сенатом, где юг имел большее представительство. Оговорка была повторно внесена в феврале 1847 года и снова принята Палатой представителей и отклонена Сенатом. В 1848 году попытка сделать ее частью договора Гуадалупе-Идальго провалилась; в ходе обсуждения сенатор от Иллинойса Стивен Дуглас присоединился к южанам, утверждая, что все дебаты о рабстве на территориях были преждевременными, а время заняться этим вопросом настанет, когда территория будет фактически организована Конгрессом. Отдельные политические споры по поводу рабства на новых землях Юго-Запада продолжались до принятия компромисса 1850 года. Борьба вокруг условия Уилмота способствовала росту недовольства северно-восточных демократов и образованию партии свободной земли.